# Чечина (Пистоја)
Чечина (итал. Cecina) је насеље у Италији у округу Пистоја, региону Тоскана.
Према процени из 2011. у насељу је живело 157 становника. Насеље се налази на надморској висини од 63 м.